# Nicolas Pierre Antoine Delacour
Pour les articles homonymes, voir Delacour.
Nicolas Pierre Antoine Delacour est un homme politique français né le 22 janvier 1738 à Ableiges et mort le 18 juin 1809 à Saint-Germain-en-Laye (Yvelines).

## Biographie
Nicolas Pierre Antoine Delacour est le fils de Pierre Antoine Delacour, receveur de la terre et seigneurie d'Ableiges, et de Françoise Agnès Delavoipierre. Il est cultivateur à Ableiges, quand il est élu, avec 69 voix sur 136 votants, député du tiers état aux États généraux de 1789 pour le bailliage de Senlis.

## Sources
- « Nicolas Pierre Antoine Delacour », dans Adolphe Robert et Gaston Cougny, Dictionnaire des parlementaires français, Edgar Bourloton, 1889-1891 [détail de l’édition]